# Erich Ribbeck
Erich Ribbeck (Wuppertal, 13 de junho de 1937) é um ex-futebolista e ex-treinador de futebol alemão.

## Carreira

### Como jogador
Como jogador, foi revelado pelo Wuppertal, time de sua cidade, em 1949. Atuou profissionalmente por 11 anos, por Wuppertaler e Viktoria Köln, até encerrar sua carreira em 1965, com apenas 28 anos. No mesmo ano, virou auxiliar-técnico do Borussia Mönchengladbach.

### Treinador
Tornou-se técnico em 1967, comandando o Rot-Weiss Essen. Comandaria ainda o Eintracht Frankfurt e o Kaiserslautern até 1978, quando foi contratado para ser auxiliar-técnico da Alemanha Ocidental, sucedendo Jupp Derwall, promovido ao comando da seleção.
Voltaria a comandar equipes em 1984, passando por Borussia Dortmund, Bayer Leverkusen, Bayern de Munique e novamente o Bayer Leverkusen até 1998, quando foi contratado para substituir Berti Vogts no comando da Seleção Alemã.
Sob a gestão de Ribbeck, o Nationalelf viveu uma péssima fase, com destaque para a eliminação na primeira fase da Eurocopa de 2000, onde apostou na experiência: convocou 9 jogadores "trintões", sendo que os mais velhos eram o capitão Lothar Matthäus (39 anos), Thomas Häßler e Ulf Kirsten (34 anos), até então, os únicos remanescentes da equipe que venceu a Copa de 1990 que ainda jogavam.<
Após a competição, Ribbeck foi demitido, dando lugar a Rudi Völler.

## Títulos
Bayer Leverkusen
- Copa da UEFA: 1988